# Wonji-dong
Wonji-dong là một dong, phường của Seocho-gu ở Seoul, Hàn Quốc. Nó là một dong pháp lý (법정동 法定洞) quản lý bởi dong hành chính (행정동 行政洞), Yangjae 2-dong.

## Liên kết
- Trang chủ Seocho-gu
- Bản đồ Seocho-gu Lưu trữ ngày 19 tháng 12 năm 2012 tại archive.today tại trang chủ Seocho-gu
- (tiếng Hàn) Văn phòng dân cư Yangjae 2-dong